# 1721
1721 (MDCCXXI) byl rok, který dle gregoriánského kalendáře započal středou.

## Události
- 19. března – Zemřel papež Klement XI.
- 8. května – Novým papežem byl zvolen Inocenc XIII.
- 31. května – Papež Inocenc XIII. prohlásil Jana Nepomuckého za blahoslaveného.
- 25. května – V bitvě u Selångeru porazila ruská armáda švédskou.
- 10. září – Rusko a Švédsko uzavřeli Nystadskou smlouvu, kterou byla po 21 letech ukončena Severní válka. Rusko získalo přístup k Baltskému moři a z Ruského carství se na téměř 200 let stalo Ruské impérium.

### Probíhající události
- 1700–1721 – Severní válka

## Vědy a umění
- Německý skladatel Johann Sebastian Bach dokončil cyklus Braniborské koncerty.

## Narození

### Česko
- 7. března – David Zeisberger, misionář Moravských bratří († 17. listopadu 1808)
- 8. března – Jiří Křenek, valašskobystřický fojt († 20. prosince 1791)
- 2. října – Tia Weil, německo-český rabín († 10. října 1805)
- neznámé datum
  - Antonín Nývlt, rtyňský rychtář († 1782)

### Svět

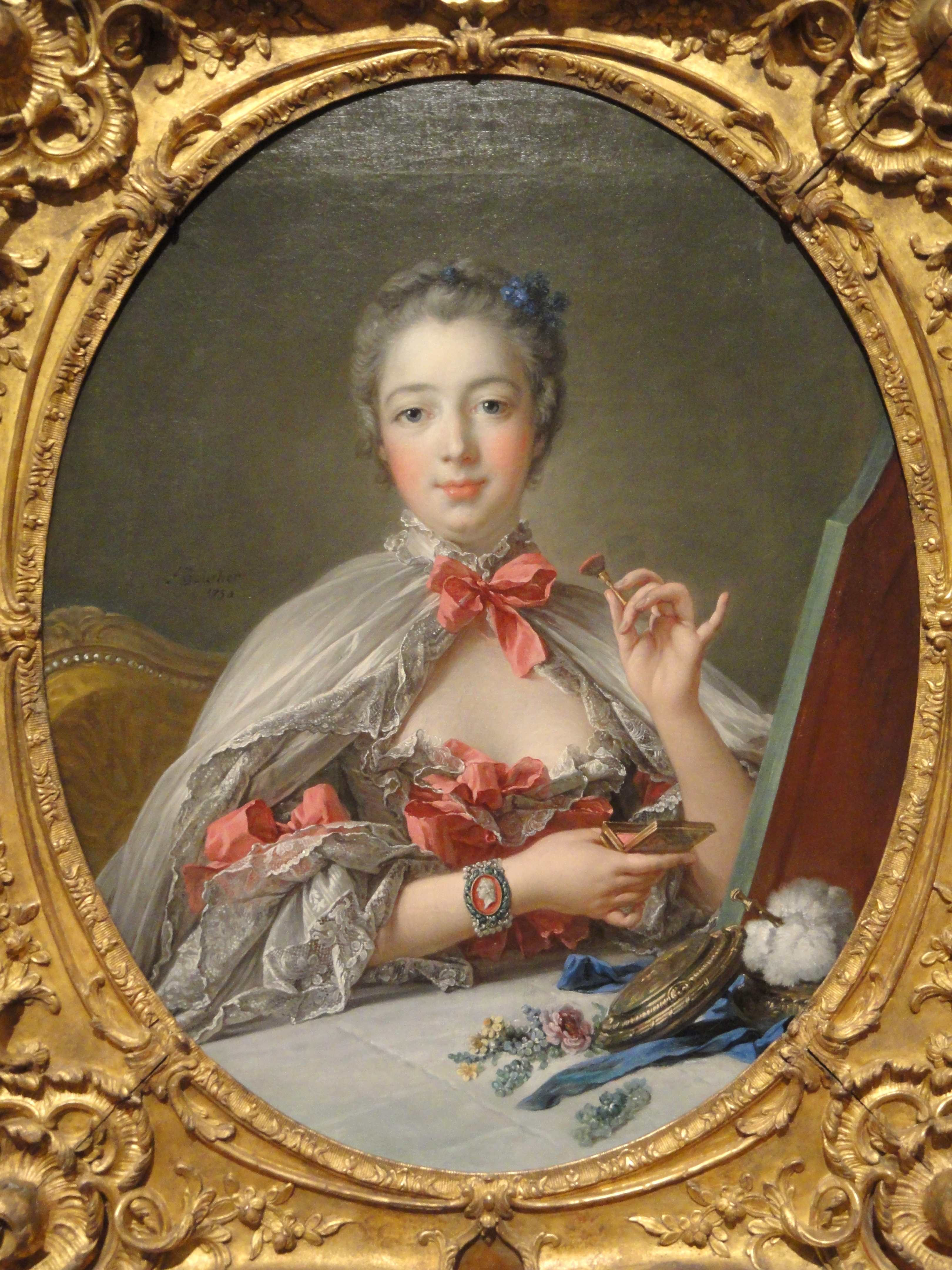
Madame de Pompadour (* 29. prosince)

- 2. ledna – John Manners, markýz z Granby, britský generál a politik († 18. října 1770)
- 12. ledna – Ferdinand Brunšvicko-Wolfenbüttelský, knížecí princ a německý generál († 3. července 1792)
- 3. února
  - Friedrich Wilhelm von Seydlitz, pruský generál († 27. srpna 1773)
  - Jan Mořic Strachwitz, římskokatolický duchovní a teolog († 28. ledna 1781)
- 16. února – Ján Karlovský, slovenský osvícenský filosof († 20. října 1794)
- 28. února – George Townshend, 1. markýz Townshend, britský státník a vojevůdce († 14. září 1807)
- 9. března – Karolína Falcko-Zweibrückenská, německá šlechtična a lantkraběnka († 30. března 1774)
- 18. března – Josef Jäger, tyrolský architekt († 16. září 1793)
- 19. března – pokřtěn Tobias Smollett, skotský spisovatel († 17. září 1771)
- 21. března – Charles Cathcart, 9. baron Cathcart, britský generál a skotský šlechtic († 14. srpna 1776)
- 1. dubna
  - Karel Maria Raimund z Arenbergu, rakouský polní maršál († 17. srpna 1778)
  - Pieter Hellendaal, nizozemský barokní hudební skladatel († 19. dubna 1799)
- 11. dubna – Claude Benoît Duhamel de Querlonde, francouzský vojenský inženýr († 18. února 1808)
- 12. dubna – Juraj Pavlín Bajan, slovenský kněz, kazatel, varhaník a hudební skladatel († 15. července 1792)
- 14. dubna – John Hanson, americký politik a obchodník († 15. listopadu 1783)
- 16. dubna – Antonín Gotthard Schaffgotsch, rakouský politik a dvořan († 28. ledna 1811)
- 19. dubna – Roger Sherman, americký právník a politik († 23. července 1793)
- 24. dubna – Johann Philipp Kirnberger, německý hudebník, teoretik a skladatel († 27. července 1783)
- 26. dubna – Vilém August Hannoverský, britský královský princ († 31. října 1765)
- 4. srpna – Granville Leveson-Gower, 1. markýz ze Staffordu, britský šlechtic a státník († 26. října 1803)
- 31. srpna – George Hervey, 2. hrabě z Bristolu, britský státník a diplomat († 18. března 1775)
- 10. září – Peyton Randolph, americký politik a právník († 22. října 1775)
- 21. září – Larcum Kendall, britský hodinář († 22. listopadu 1795)
- 25. září – Ludvík Viktor Savojský, německý šlechtic a kníže z Carignana († 16. prosince 1778)
- 24. října – Quirino Gasparini, italský violoncellista a hudební skladatel († 30. září 1778)
- 9. listopadu – Mark Akenside, anglický lékař a básník († 23. června 1770)
- 6. prosince – Guillaume-Chrétien de Lamoignon de Malesherbes, francouzský osvícenský právník, botanik a ministr († 23. dubna 1794)
- 25. prosince – William Collins, anglický básník († 12. června 1759)
- 28. prosince – Marie Terezie z Lichtenštejna, knížecí princezna a šlechtična († 19. ledna 1753)
- 29. prosince – Madame de Pompadour, francouzská markýza, milenka Ludvíka XV. († 15. dubna 1764)
- neznámé datum – Peter Parker, britský admirál a námořní vojevůdce působící v amerických koloniích († 21. srpna 1811)

## Úmrtí

### Česko
- 21. května – Christoph Mattern, jezuitský misionář a lékarník (* 13. prosince 1661)
- 22. srpna – Jan Antonín Losy, loutnista, houslista a hudební skladatel (* 1645 nebo 1650)
- 8. září – Michal Jan Josef Brokoff, sochař (* 28. dubna 1686)
- 30. září – Oswald Josef Wenda, sochař, řezbař a kameník
- 12. prosince – Jan Oldřich Mayer, řezbář a sochař (* asi 1666)

### Svět

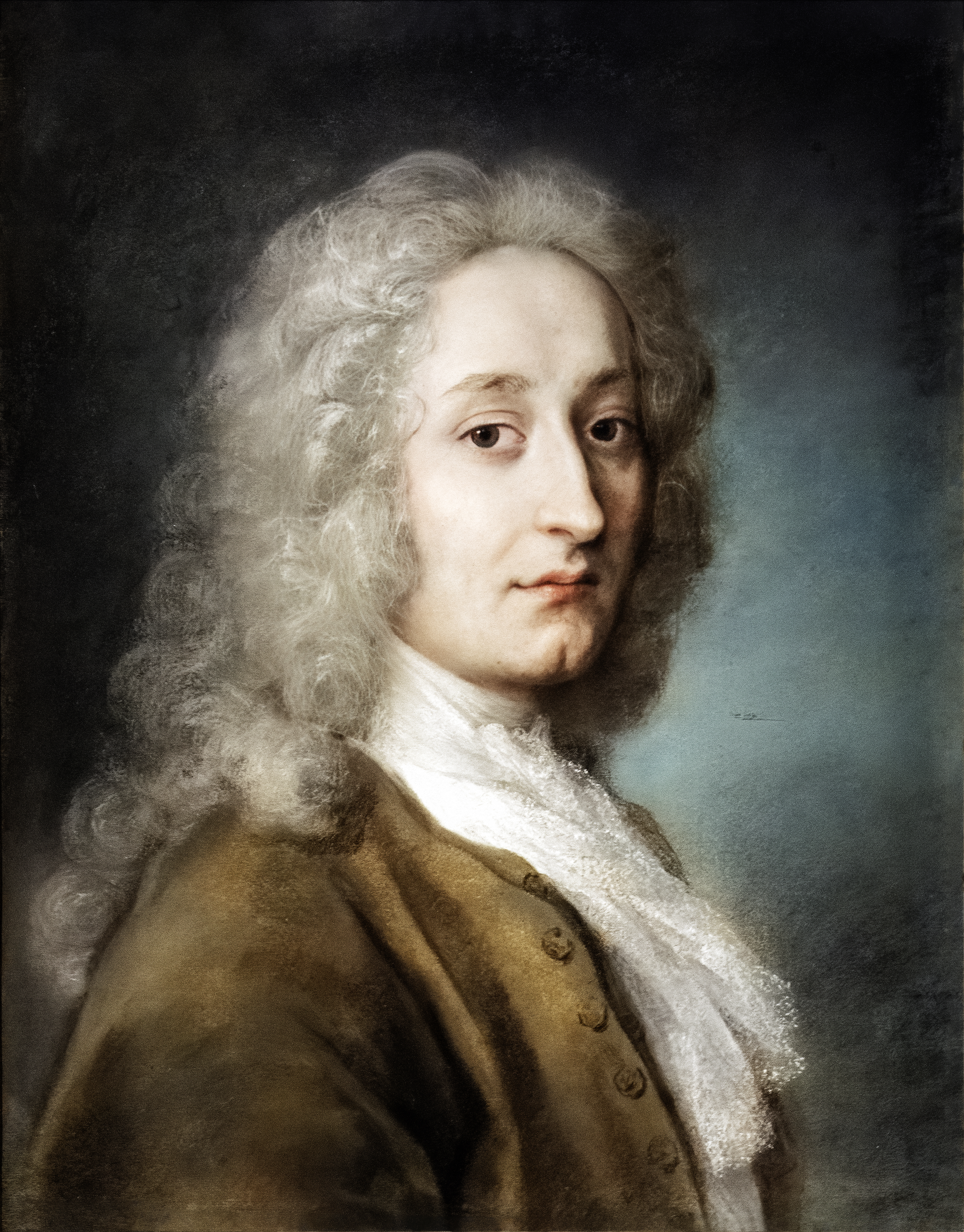
Antoine Watteau († 18. července)

- 6. ledna – Theodor Dassov, německý jazykovědec a protestantský teolog (* 27. února 1648)
- 5. února – James Stanhope, 1. hrabě Stanhope, britský generál a státník (* 1673)
- 22. února – Johann Christoph Bach, německý hudební skladatel (* 16. června 1671)
- 24. února – John Sheffield, 1. vévoda z Buckinghamu a Normanby, britský šlechtic a politik (* 8. září 1647)
- 15. března – Luisa Meklenburská, dánská a norská královna jako manželka Frederika IV. (* 28. srpna 1667)
- 19. března – Klement XI., 244. papež (* 23. července 1649)
- 24. března – Michal I. Esterházy z Galanty, uherský šlechtic (* 4. května 1671)
- 25. března – Maximilián Norbert Krakowský z Kolowrat, polský šlechtic (* 14. června 1660)
- 29. března – Charles Vane, anglický privatýr (* 1680)
- 28. dubna – Mary Readová, anglická pirátka (* 1685)
- 21. května – Christoph Mattern, slezský jezuitský misionář (* 13. prosince 1661)
- 6. června – Josef I. Esterházy z Galanty, uherský šlechtic (* 7. května 1688)
- 21. června – Jan Kryštof Müller, rakouský kartograf (* 15. března 1673)
- 8. července – Elihu Yale, mecenáš Yaleovy univerzity (* 5. dubna 1649)
- 12. července – Antonio Giannettini, italský varhaník, dirigent a hudební skladatel (* 1648)
- 18. července – Antoine Watteau, francouzský rokokový malíř (* 10. října 1684)
- 17. září – Markéta Luisa Orleánská, francouzská princezna a velkovévodkyně toskánská (* 28. července 1645)
- 30. září – Françoise Pitel, francouzská herečka a milenka korunního prince Ludvíka (* 17. ledna 1662)
- 11. října – Antonín Florián z Lichtenštejna, lichtenštejnský kníže, nejvyšší hofmistr císaře Karla VI. (* 28. května 1656)
- 26. října – Jiří August Nasavsko-Idsteinský, německý šlechtic a kníže (* 26. února 1665)
- 13. prosince – Alexander Selkirk, skotský námořník, předloha pro postavu Robinson Crusoe (* 1676)
- 17. prosince – Richard Lumley, 1. hrabě ze Scarborough, anglický generál a státník (* 1650)
- neznámé datum
  - Edward Seegar, africký a indický pirát (* 1685)
  - Wolmar Anton von Schlippenbach, generální guvernér estonského vévodství (* 1653)

## Hlavy států

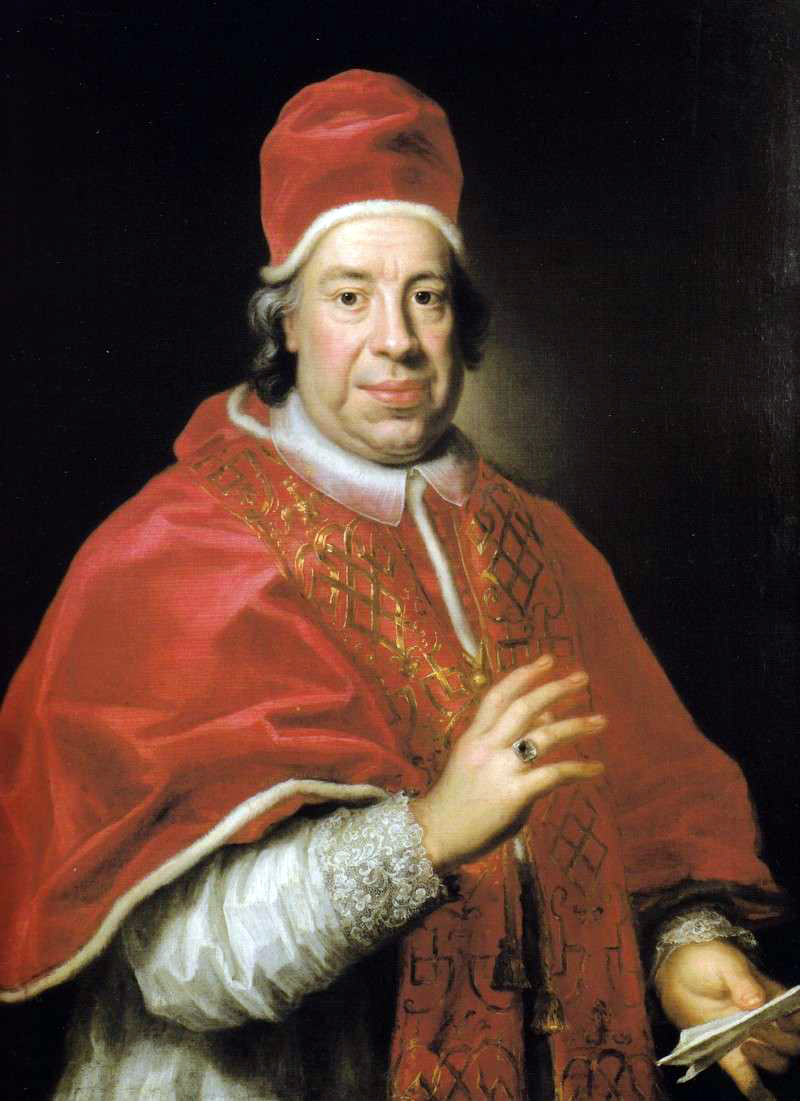
Papežem byl zvolen Inocenc XIII.

- Dánsko-Norsko – Frederik IV. (1699–1730)
- Francie – Ludvík XV. (1715–1774)
- Habsburská monarchie – Karel VI. (1711–1740)
- Osmanská říše – Ahmed III. (1703–1730)
- Polsko – August II. (1709–1733)
- Portugalsko – Jan V. (1706–1750)
- Prusko – Fridrich Vilém I. (1713–1740)
- Rusko – Petr I. (1682–1725)
- Španělsko – Filip V. (1700–1724)
- Švédsko – Frederik I. (1720–1751)
- Velká Británie – Jiří I. (1714–1727)
- Papež – Klement XI. (1700–1721) / Inocenc XIII. (1721–1724)
- Japonsko – Nakamikado (1709–1735)
- Perská říše – Husajn Šáh (1694–1722)